# Árvalányhajgomba
Az árvalányhajgomba (Clavaria fragilis) a palánkagombafélék (Clavariaceae) családjába tartozó, réteken, erdőkben élő, nem ehető gombafaj.

## Megjelenése
Az árvalányhajgomba termőtestei 3–9 cm magas, 4–5 mm vastag, hengeres vagy kissé összenyomott, spagettiszerű szálak, amelyek belül üregesek. Egyenesek, vagy gyakrabban kissé hullámosan görbék, végük csúcsos vagy lekerekedő bunkó alakú, nem elágazóak (ritkán a csúcs közelében villaszerűen elválhatnak). Színük fehér, a csúcsuk idővel sárgásra vagy cserszínűre színeződik. Nagyon törékenyek, húsuk fehér; ízük, szaguk nem jellegzetes.
Spórapora fehér. A spórák ellipszis alakúak, sima felszínűek, méretük 5-7 x 3-4 µm. 

### Hasonló fajok
Alakra hasonlít hozzá a sárga bunkógomba, de annak színe élénk sárga.

## Elterjedése és termőhelye
Az északi féltekén általánosan elterjedt; ezenkívül megtalálták Ausztráliában és Dél-Afrikában is. Magyarországon nem gyakori. Sovány talajú réteken, gyakran a fű között, vagy erdőben is megtalálható. Csoportosan nő, egy bokorban akár ötven szál is lehet. Júliustól októberig terem.
Nem mérgező, de kis mérete és ritkasága miatt étkezési szempontból jelentéktelen.

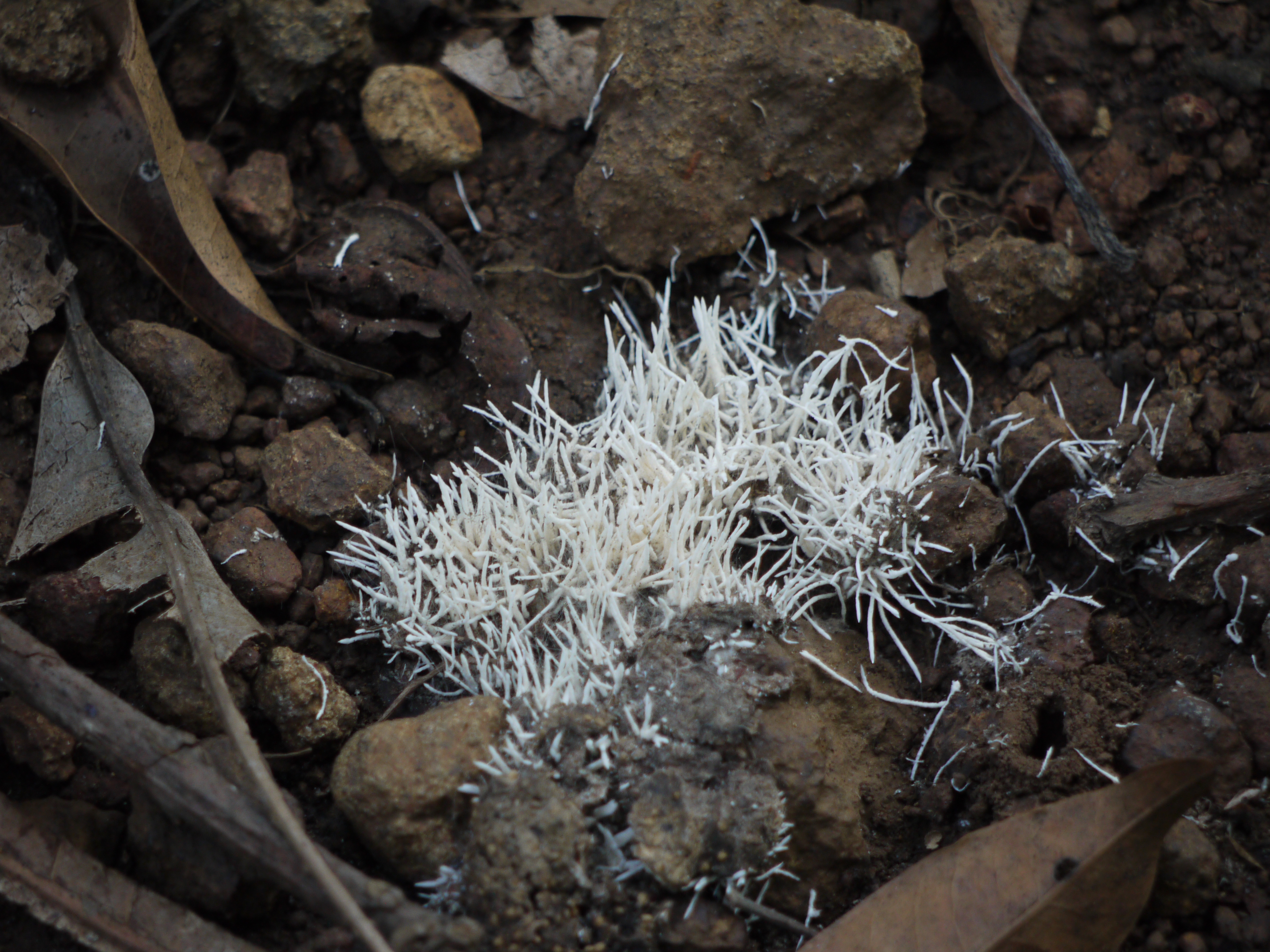
Árvalányhajgomba
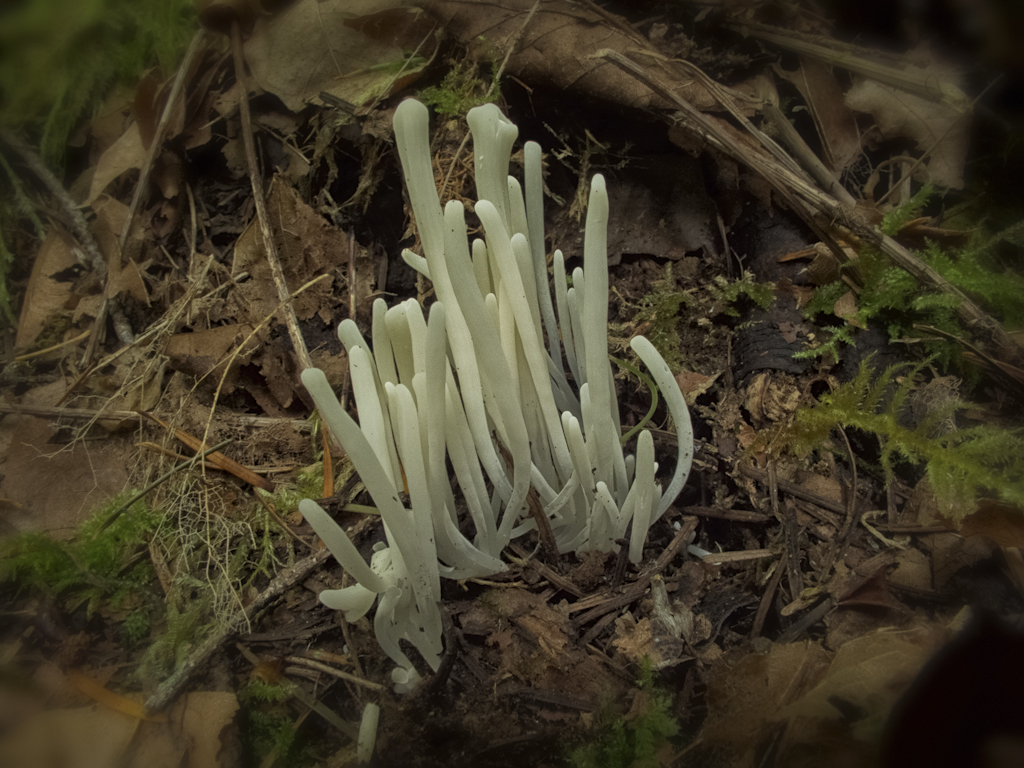
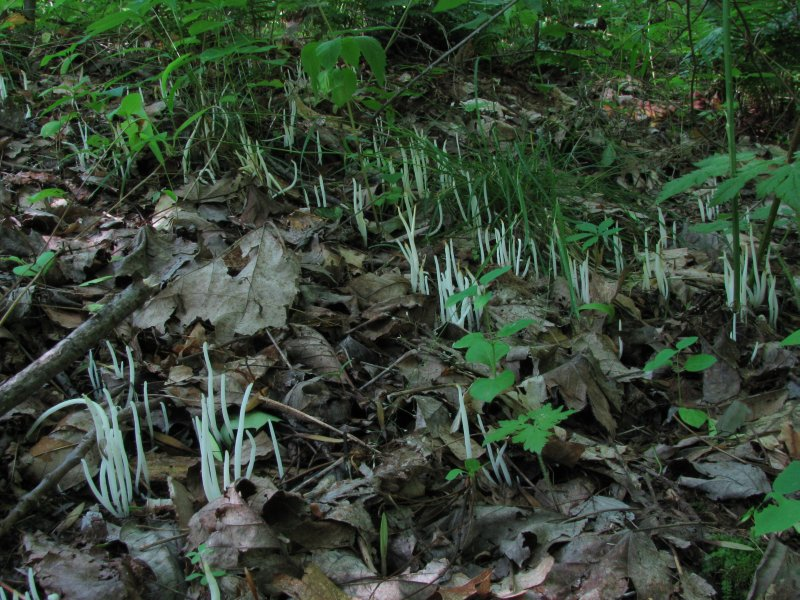
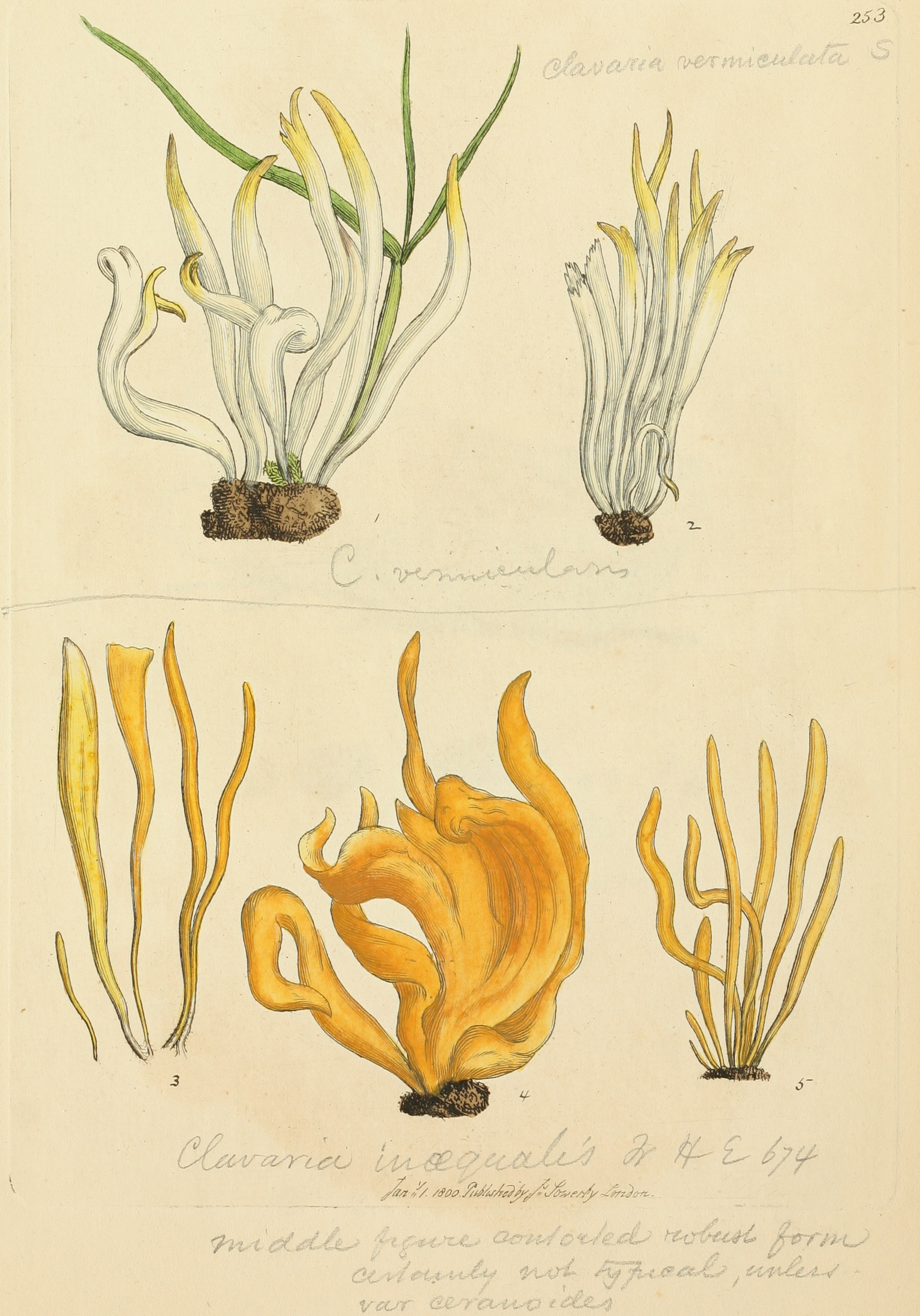
Árvalányhajgomba (felső sor) egy angol gombakönyvben (1797-1809)